# Bengt Landgren
Bengt Landgren, född den 10 maj 1942, död den 2 januari 2012 i Helga Trefaldighets församling i Uppsala, var en svensk litteraturvetare och professor vid Uppsala universitet.
Bengt Landgren blev inskriven vid Uppsala universitet 1962. Han disputerade för doktorsgraden 1971 och blev senare samma år förordnad till lektor och docent i litteraturvetenskap, först vid Lunds universitet (1971–1972), sedan vid Uppsala universitet (1972–1973, 1975–1976). Under 1970-talet innehade han även kortare professurer vid Åbo Akademi (1973–1974), Umeå universitet (1974–1975) samt Uppsala universitet (1977–1978). År 1982 utnämndes han till ordinarie professor i litteraturvetenskap vid Uppsala universitet, där han även var prefekt för Litteraturvetenskapliga institutionen 1984–2004. Under sin professorstid i Uppsala höll han även gästföreläsningar vid de flesta svenska universiteten, universitet i Oslo, Trondheim, Helsingfors, Budapest, Pisa, Florens samt bland andra Jagellionska universitetet i Krakow och Fudanuniversitetet i Shanghai. Han var även knuten till Strindbergsprojektet.
Landgrens forskningsinriktning har varit modern svensk och tyskspråkig lyrik och romankonst men också struktursemiotisk textanalys, editionsfilologi och litteraturpedagogik med universitetshistorisk inriktning.
Bengt Landgren är gravsatt i minneslunden på Uppsala gamla kyrkogård.

## Priser och utmärkelser
- 1981 – Warburgska priset
- 1990 – Schückska priset
- 2011 – John Landquists pris